# Geotrichum fermentans
Geotrichum fermentans är en svampart som först beskrevs av Diddens & Lodder, och fick sitt nu gällande namn av Arx 1977. Geotrichum fermentans ingår i släktet Geotrichum och familjen Dipodascaceae.   Inga underarter finns listade i Catalogue of Life.